# Gloria (песня Умберто Тоцци)
«Gloria» ([ˈɡlɔːrja]) — песня итальянского певца Умберто Тоцци. В его оригинальной итальянской версии была хитом в 1979 году.
Позже песня была переведена на английский и в 1982 году была выпущена американской певицей Лорой Брэниган. Её версия тоже была хитом, сингл с ней был продан только в США  более чем 2 миллионах экземпляров. Кроме того, песня номинировалась на «Грэмми» за 1982 год в категории «Лучшая женская вокальная работа в стиле поп».